# Klitorishuva
Klitorishuvan, även känd som klitoriskappan eller klitorisförhud, är en del av kvinnans könsorgan. Den bildas genom ett hudveck som skapas då de inre blygdläpparna går ihop över den synliga delen av klitoris, ollonet (glans clitoridis), som ligger nedanför venusberget och strax ovanför urinrörets mynning. Huvan är homolog med penisens förhud. Klitorishuvans syfte är att skydda klitoris, som är väldigt känslig, mot direkt beröring, då detta kan upplevas som smärtsamt.

## Utveckling
Fram till puberteten är ofta klitorishuvan och klitorisollonet sammanväxta. Detta löser dock upp sig med åren så att det därefter går att föra huvan fram och tillbaka. Även klitorishuvan har, liksom de inre blygdläpparna, talgproducerande körtlar för att undvika uttorkning och smörja klitoris. Under puberteten mörknar ofta klitorishuvan då huden får mer pigment, vilket också gör att den lätt får mycket färg om den utsätts för solljus.

## Piercing

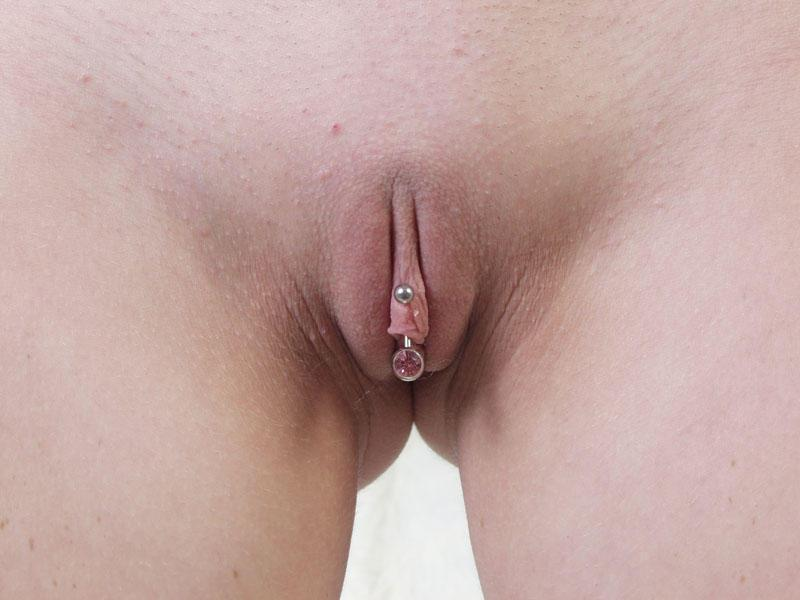
Klitorispiercing

Eftersom det finns en överhängande risk för antingen överstimulans eller bortfall av känsel då nervbanor kapats görs klitorispiercing oftast genom klitorishuvan och inte genom själva klitoris. Piercingen kan göras vertikal eller horisontell, men piercaren måste innan undersöka huvans storlek och form innan, då alla kvinnor har inte tillräckligt stor huva för att kunna göra det alls, och många kan bara göra den ena varianten och/eller på ena sidan.
Läketiden är 4-8 veckor, och under denna tid måste god hygien upprätthållas utan att överdrivas. Likaså ska all kontakt med kroppsvätskor undvikas i området.